# 佐賀県道335号神埼北茂安線
佐賀県道335号神埼北茂安線（さがけんどう335ごう かんざききたしげやすせん）は、佐賀県神埼市から三養基郡みやき町に至る一般県道である。

## 概要
神埼市神埼町神埼から三養基郡みやき町大字東尾に至る。
三養基郡上峰町大字江迎 - 三養基郡みやき町大字江口の区間は長らく未開通区間だったが、2018年（平成30年）1月15日10時に開通した。

### 路線データ
- 起点：佐賀県神埼市神埼町神埼（佐賀県道48号佐賀外環状線起点）
- 終点：三養基郡みやき町大字東尾（こすもす館南交差点、佐賀県道277号江口東尾線交点）

## 歴史
- 2018年（平成30年）1月15日 - 未開通だった三養基郡上峰町大字江迎 - 三養基郡みやき町大字江口の区間が開通[1]。

## 路線状況

### 重複区間
- 国道385号旧道（神埼市神埼町本堀・本堀交差点 - 神埼郡吉野ヶ里町田手・力田交差点）
- 国道385号三田川バイパス（神埼郡吉野ヶ里町田手・力田交差点 - 神埼郡吉野ヶ里町田手）

### 道路施設

#### 橋梁
- 広岡橋（田手川、神埼市 - 神埼郡吉野ヶ里町、国道385号旧道重複区間内）

## 地理

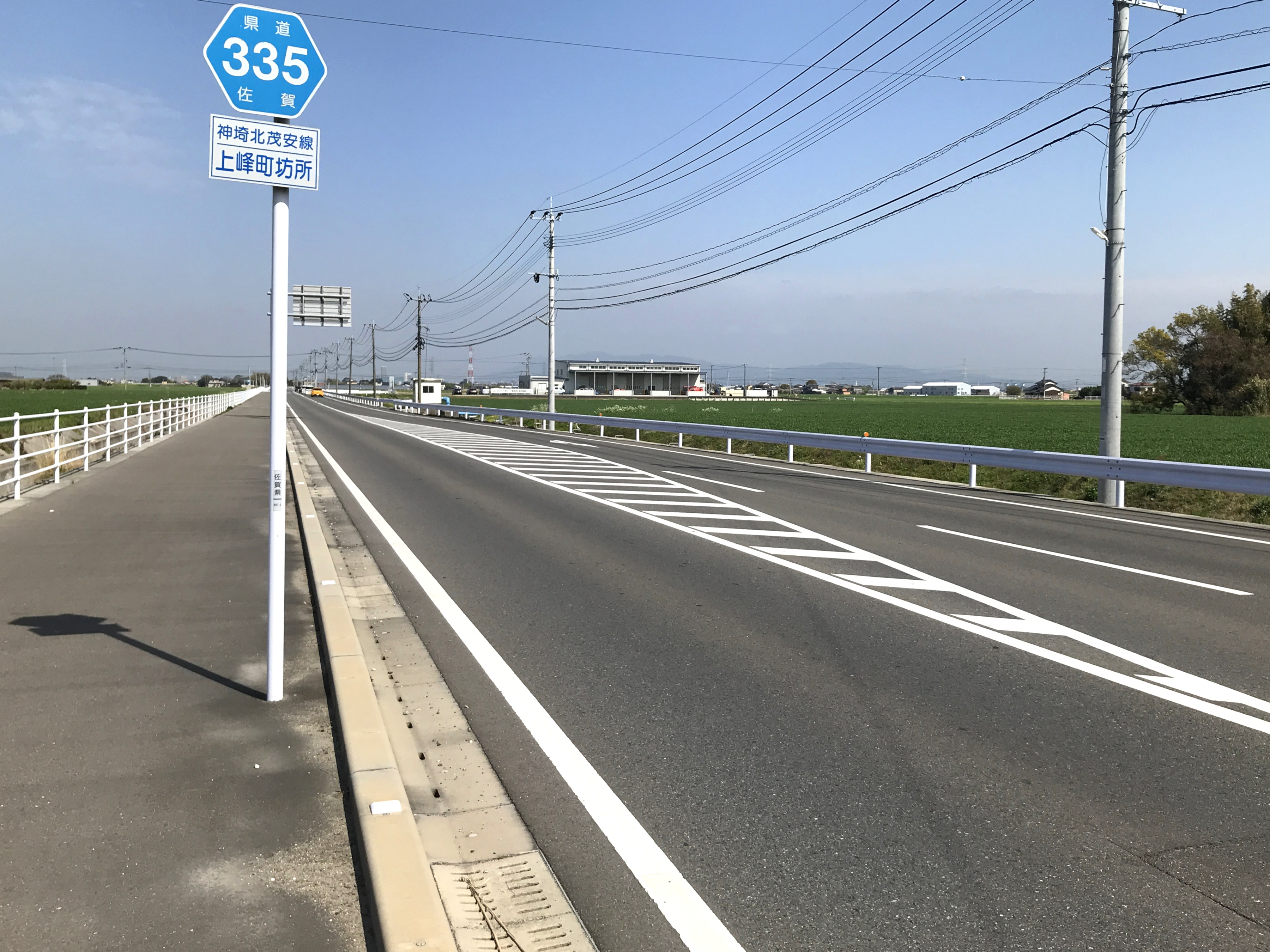
三養基郡上峰町大字坊所から北茂安方面

### 通過する自治体
- 神埼市
- 神埼郡吉野ヶ里町
- 三養基郡上峰町
- 三養基郡みやき町

### 交差する道路
| 交差する道路                                                          | 市町村名 | 市町村名   | 交差する場所 | 交差する場所              |
| --------------------------------------------------------------------- | -------- | ---------- | ------------ | ------------------------- |
| 佐賀県道48号佐賀外環状線                                              | 神埼市   | 神埼市     | 神埼町神埼   | 起点                      |
| 国道385号 / 旧道 重複区間起点                                         | 神埼市   | 神埼市     | 神埼町本堀   | 本堀交差点                |
| 佐賀県道222号肥前神埼停車場線                                         | 神埼市   | 神埼市     | 神埼町神埼   | 神埼町一丁目交差点        |
| 国道385号 / 旧道 重複区間終点 国道385号 / 三田川バイパス 重複区間起点 | 神埼郡   | 吉野ヶ里町 | 田手         | 力田交差点                |
| 国道385号 / 三田川バイパス 重複区間終点                               | 神埼郡   | 吉野ヶ里町 | 田手         |                           |
| 佐賀県道・福岡県道133号坊所城島線                                     | 三養基郡 | 上峰町     | 大字坊所     | 加茂交差点                |
| 佐賀県道277号江口東尾線                                               | 三養基郡 | みやき町   | 大字東尾     | こすもす館南交差点 / 終点 |

### 沿線
- 吉野ヶ里町三田川中央公園